# Bank Austria Kunstforum Wien
Das Bank Austria Kunstforum Wien ist ein Ausstellungshaus an der Freyung 8 im 1. Wiener Gemeindebezirk, Innere Stadt. Die namensgebende Bank Austria ist Hauptsponsor des Kunstforums. Das einstige Bankgebäude befindet sich seit 2010 im Besitz der Signa Holding und beherbergt seit August 2012 auch den Verfassungsgerichtshof (Eingang Renngasse 2; dieser wurde anlässlich der VfGH-Übersiedlung mit der Adresse Freyung 8 versehen). Das Kunstforum hat pro Jahr 230.000 Besucher. Mit Ende August 2025 muss das Kunstforum schließen.

## Geschichte

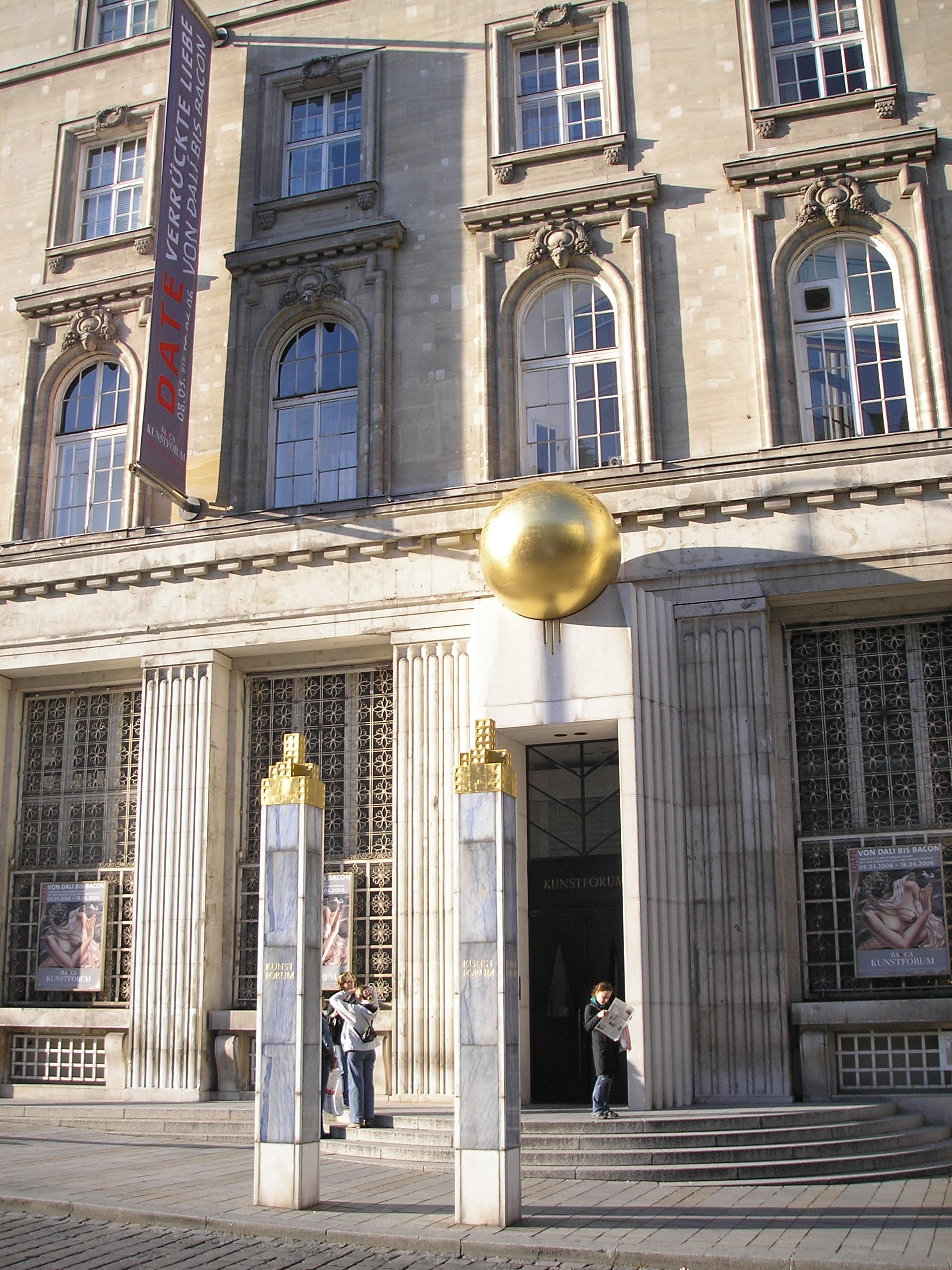
Das Bank Austria Kunstforum an der Freyung

Das neoklassizistische Gebäude an der Freyung 8, Ecke Renngasse 2, wurde von 1914 bis 1921 nach Entwürfen der Architekten Ernst Gotthilf und Alexander Neumann als Bankgebäude für die Österreichische Creditanstalt für Handel und Gewerbe errichtet. 1980 befand sich das Gebäude im Besitz der Länderbank, die gerade ihr 100-jähriges Bestehen feierte. Aus Anlass dieses Jubiläums und auf Anregung des Schauspielers Heinz Conrads wurden in den leerstehenden ehemaligen Kassenhallen erstmals Ausstellungen gezeigt. Die erste Schau, Aufbruch in die Moderne, wurde von rund 28.000 Besuchern gesehen.
Als auch weitere Ausstellungen erfolgreich verliefen, entschied der damalige Länderbank-Generaldirektor Franz Vranitzky, dieses kulturelle Provisorium zu einer dauerhaften Einrichtung zu machen – unter dem Namen Länderbank-Kunstforum und geleitet von Klaus Albrecht Schröder (nachmaliger Direktor der Albertina).
Architekt Gustav Peichl erhielt 1988 den Auftrag zum Umbau des Kunstforums, die Wiedereröffnung fand im März 1989 statt. Bald darauf benannte der neue Eigentümer, die Bank Austria, die Einrichtung in Bank Austria Kunstforum um. Von Ende 1992 bis Anfang 1993 wurde nochmals umgebaut und die Ausstellungsfläche verdoppelt, da die Räumlichkeiten dem großen Besucherandrang nicht mehr gerecht geworden waren.
2002–2008 hieß das Ausstellungshaus BA-CA Kunstforum, da der Eigentümer als Bank Austria Creditanstalt firmierte.
Im April 2005 wurde in einem ehemaligen Tresorraum des Gebäudes der Tresor im Bank Austria Kunstforum eröffnet. Hier wird junge, internationale Kunst präsentiert, der Tresor versteht sich aber auch als Raum für Kunstvermittlung und intellektuelle Auseinandersetzung. Die Gestaltung erfolgte nach Entwürfen des architekturladens, der bereits 2002 die Neugestaltung des Museumsshops vorgenommen hatte. Im März 2008 erfolgte als Folge des Verkaufs der Bank Austria an die UniCredit Group die Rückbenennung in Bank Austria Kunstforum.
Direktorin des Kunstforums ist seit dem Jahr 2000 Ingried Brugger. Die Ausstellungsfläche beträgt 1.120 m², 2011 wurden rund 250.000 Besucher gezählt. (Mit 223.879 Besuchern hatte das Bank Austria Kunstforum 2008 den 20. Platz der Meistbesuchten Sehenswürdigkeiten Wiens inne.) Das Kunstforum präsentiert wechselnde Ausstellungen mit Schwerpunkten auf der Malerei der Klassischen Moderne, der Avantgarde der Nachkriegszeit bin hin zur zeitgenössischen Kunst.
Die UniCredit Bank Austria AG hat das Gebäude, in dem sich das Kunstforum befindet, Anfang 2010 an die Tiroler Signa Holding verkauft. Das Kunstforum sollte daher, wie im Frühjahr 2010 bekannt wurde, im Herbst 2011 in Räumlichkeiten in der nahe gelegenen Seitzergasse übersiedeln. Die Übersiedlung wurde im Dezember 2010 abgesagt.
Am 20. August 2012 hat außerdem der Verfassungsgerichtshof, aus der Böhmischen Hofkanzlei übersiedelt, im Gebäude seinen Betrieb aufgenommen; der Eingang zum Gerichtshof befindet sich um die Ecke an der früheren Adresse Renngasse 2, nunmehr als Freyung 8 bezeichnet.
Ende August 2025 muss das Kunstforum Wien am Standort Freyung 8 schließen. Die letzte Ausstellung an diesem Standort war vom 09.07. 2025 – 21.08.2025 MENSCH BERLIN in Wien, Jubiläumsausstellung, der Stiftung Kunstforum Berliner Volksbank.

## Bank Austria Kunstsammlung
Den Grundstein der Sammlung legte die Zentralsparkasse der Gemeinde Wien, die 1956 im Rahmen des 50-jährigen Bestehens einen Kunstfonds gründete und laufend dotierte. Die Aufgabe des Fonds war es, junge und noch nicht arrivierte Künstler und Künstlerinnen durch Projektförderung in ihrem Werdegang zu unterstützen. Unter den in den ersten beiden Jahrzehnten Geförderten befinden sich zahlreiche später international bekannte Maler wie Arik Brauer, Ernst Fuchs sowie Maître Leherb.
Im Jahre 1991 wurde die Sammlung der Länderbank mit der Kunstsammlung des Vorgängerinstituts der UniCredit Bank Austria AG, der Zentralsparkasse, vereinigt.
Das 1855 gegründete Kreditinstitut Creditanstalt-Bankverein wurde im Jahre 2002 mit der Bank Austria fusioniert, und am 12. August 2002 verschmolzen dann die Sammlungen der damaligen Bank Austria mit der erst Anfang der 1970er Jahre von der Creditanstalt begonnenen Sammlung.
Die Sammlung Fotografis ist eine 1976 von der Bank Austria gegründete Sammlung von über 1000 Lichtbildern aus der Pionierzeit der Fotografie im 19. Jahrhundert. Sie enthält Exemplare im Stil des Piktorialismus und der Straight Photography bis zu experimentellen Positionen der Avantgarden und zu zeitgenössischen Beiträgen.
Die Sammlung wurde 2009 als Dauerleihgabe der Sammlung Fotografie am Museum der Moderne in Salzburg übergeben.
Am 9. Dezember 2024 gab die Bank Austria bekannt, dass sie keine Einigung über einen langfristigen Mietvertrag für das Kunstforum habe erreichen können. Es werde eine geordnete Beendigung des Mietvertrages angestrebt.
Im Juni 2025 wurde bekanntgegeben, dass das Ausstellungshaus auf der Freyung Ende August 2025 geschlossen werden soll.

## Ausstellungen
Siehe unter
- Liste der Ausstellungen im Bank Austria Kunstforum